# 大帽山雷達陣地
大帽山雷達陣地，亦稱大帽山頂雷達站（英語：Radar Station at the hilltop of Tai Mo Shan），是香港大帽山頂上的一個由香港政府擁有，中国人民解放军及香港其他部門使用的雷達站。

## 簡介

### 用途
為改善香港空管雷達網絡，民航處於1990年決定在大帽山雷達陣地南面及筆架山，各興建一座航空雷達站，原定於1993年同步啟用，但延至1995年才動工興建，並擬於1996年4月完工。在興建期間，由於雷達系統需經調試及改良，此站再延至1998年7月與新機場同步啟用。
1999年，香港天文台再於大帽山雷達陣地北面，加建另一座天氣雷達站，以監測惡劣天氣，並與既有的大老山氣象站相輔相成。雷達服務了24年因零件老化於2023年退役，於2024年更換新雷達。
2014年，有媒體聲稱大帽山雷達陣地新建部分，是一個監聽香港無線電訊號的監聽站，估計由中國人民解放軍駐香港部隊興建，更認為最有可能是由空軍三局負責監聽情報，更指用於監察如市民、政界人士（尤其是持不同政見者）和外國政要等的電話及無線電通訊，而內裏軍人平日使用民用車牌車輛出入，行為低調神祕。由於是軍事重地，遊人不宜久留。禁區部分四周圍有鐵絲網，更嚴禁攝影。
《漢和防務評論》雜誌稱，該建築為解放軍總參三部建設的信號情報監聽站，比在新疆、西藏的監聽站還大；從士兵的服裝判斷，是解放軍空軍所有；該雜誌又稱，監聽站是中國版《稜鏡計畫》的一部分，解放軍已經在全中國各地與台灣海峽建立了35座同類的監聽站，但香港的規模最大。
對於以上的懷疑，香港特區政府在回覆立法會議員質詢時指大帽山頂有關範圍並不屬全港19個軍事用地之一，稱該處一直以來是特區政府的土地，用於設置不同的通訊裝置，並補充說香港19處軍事用地均是根據中英兩國政府於1994年就香港軍事用地未來用途的安排所互換照會而設立的。
2021年1月，保安局首次承認大帽山山頂解放軍雷達站的用途為防務，用於安置通訊設備。保安局亦重申大帽山頂雷達站不屬軍事用地，是香港特區政府的土地，並承認該地「用於設置不同機構的通訊裝置，包括用作防務用途」。

### 外觀
大帽山雷達陣地其中一座建築外牆於2021年1月新增了紅色簡體字宣傳標語「听党话 跟党走」，「法纪严 风气正」，路面一道石壆有黃色字「忠诚坚毅」。後來又增添了「能打仗 打胜仗」6個字，是時任中共中央總書記兼中共中央軍委主席習近平在2020年12月中共中央軍委軍事訓練會議中下達的指示。